# Le Soulier de satin
Le Soulier de satin ("Sidenskon") är en fransk-portugisisk dramafilm från 1985 i regi av Manoel de Oliveira, med Luís Miguel Cintra, Patricia Barzyk och Anne Consigny i huvudrollerna. Handlingen utspelar sig under den spanska guldåldern och kretsar kring Don Rodrigue och Dona Prouhèze, två aristokrater som älskar varandra men skiljs åt av olika kontinenter. Filmen bygger på pjäsen Sidenskon av Paul Claudel och har en speltid på sex timmar och 50 minuter. Den visades utom tävlan vid filmfestivalen i Cannes 1985. Vid filmfestivalen i Venedig samma år visades den i huvudtävlan och fick kritikerpriset.

## Medverkande
- Luís Miguel Cintra som Don Rodrigue
- Patricia Barzyk som Dona Prouhèze
- Anne Consigny som Marie des Sept-Épées
- Anne Gautier som Dona Musique
- Bernard Alane som vicekonungen av Neapel
- Jean-Pierre Bernard som Don Camille
- Marie-Christine Barrault som månen
- Isabelle Weingarten som skyddsängeln